# Парусный спорт на летних Олимпийских играх 1900 — 2—3 тонны
Соревнования среди лодок водоизмещением от 2 до 3 тонн в парусном спорте на летних Олимпийских играх 1900 прошли 22 и 25 мая. Приняли участие четыре команды из двух стран. Были проведены две гонки, и лучшие в каждой получили по комплекту наград.

## Призёры
| Золото                                                                                   | Серебро                                                     | Бронза                                                                 |
| Смешанная команда Фредерик Бланши (FRA) Эдвард Уильям Иксшоу (GBR) Жак ле Лявассье (FRA) | Франция Леон Сюссе · Огюст Године · Анри Мияларе · Жак Дусе | Франция Фердинан де Шлаттер · Эмиль Жан-Фонтен · Жильбер де Котиньон · |
| Смешанная команда Фредерик Бланши (FRA) Эдвард Уильям Иксшоу (GBR) Жак ле Лявассье (FRA) | Франция Леон Сюссе · Огюст Године · Анри Мияларе · Жак Дусе | Франция Огюст Донни                                                    |

## Соревнование

### Гонка A
| Место | Команда                                                                                    | Яхта       | Результат |
| ----- | ------------------------------------------------------------------------------------------ | ---------- | --------- |
| 1     | Смешанная команда Фредерик Бланши (FRA), Эдвард Уильям Иксшоу (GBR), Жак ле Лявассье (FRA) | Ollé       | 2:17:30   |
| 2     | Франция Године, Досье, Миаляре, Сюссе                                                      | Favorite   | 2:20:03   |
| 3     | Франция Де Коттиньон, Эмиль Жан-Фонтан, Фердинан Шлаттер                                   | Gwendoline | 2:24:48   |
| 4     | Франция Август Донни                                                                       | Mignon     | 2:26:31   |

### Гонка B
| Место | Команда                                                                                    | Яхта       | Результат |
| ----- | ------------------------------------------------------------------------------------------ | ---------- | --------- |
| 1     | Смешанная команда Фредерик Бланши (FRA), Эдвард Уильям Иксшоу (GBR), Жак ле Лявассье (FRA) | Ollé       | 4:17:34   |
| 2     | Франция Године, Досье, Миаляре, Сюссе                                                      | Favorite   | 4:23:57   |
| 3     | Франция Август Донни                                                                       | Mignon     | 4:52:13   |
| —     | Франция Де Коттиньон, Эмиль Жан-Фонтан, Фердинан Шлаттер                                   | Gwendoline | DNF       |